# 오승연
오승연(吳承姸,Oh,Seung Yeun)은 대한민국의 전직 SBS 아나운서이자, 2000년 SBS 10기 공채 아나운서로 입사하다가 2001년도에 퇴사했다.
현재 고려대학교 경영대학 최고경영자과정 AMP 부주임교수로 재직하고 있다. 고려대학교 문과대학 언어정보연구소, 국제어학원을 거쳐 미디어스쿨, 박물관 문화예술 최고위과정 주임교수를 맡은바 있다. 고려대학교 졸업 후, 동대학원에서 영어영문학 박사학위를 받았다. MBC 토론 WITH 진행자, KBS 세계는 지금 등의 시사 토론 진행자, 패널리스트, 서울특별시 홍보대사, 외교부 산하 한국국제교류재단 KF 문화나눔대사, 한국일보 독자권익위원회 위원 등 언론과 학계에서 활발한 활동을 펼쳤으며, EBS, 중앙일보가 주관하는 TOSEL(Test Of Skills in English Language) ITC(International TOSEL Committee) 위원이기도 하다.

## 학력
- 1999년 고려대학교 졸업.
- 고려대학교 석사, 박사학위 수여.

## 학회
- 한국영어영문학회 홍보이사 겸 영어교육위원회 위원 (前)
- 한국 언어 학회 편집위원 (前)
- EBS TOSEL, 연구위원 겸 홍보대사

## 방송
- 2000년 12월 SBS 공채 10기 아나운서로 입사
- SBS 생방송 모닝 와이드 / 열린TV 시청자 세상
- SBS 스타주니어쇼, 붕어빵
- EBS FM 생방송 지금은 교육시대 MC
- EBS 영어고수의 공부비법특강 - 나의영어완전정복기 MC
- KBS 2TV 생방송 오늘 외신 시사 진행
- KBS 1TV 세계는 지금 외신 시사 대담
- MBC 당신은 국가대표입니다 심사위원
- MBC 생방송 여성토론 위드 MC
- TV조선 시사프로그램 크로스미디어 WHY MC
- 방송대학TV 초대석 MC
- KT Olleh 영어홈스쿨 MC
- 이데일리TV 이데일리 초대석 MC
- 온게임넷 슈퍼 앱 코리아

## 광고
- 삼성 스마트 TV 광고 모델

## 논문 및 저서
- "A Study on the Development of an English Immersion Program Based on an Integrated Curriculum for korean Primary School Students"

한국 초등학생을 위한 교과통합에 기초한 몰입영어 프로그램 개발에 관한 연구 (박사학위논문)
- "Research on the Development of Evaluation tools for Primary School Students’ English Speaking Skills"

초등학생을 위한 말하기 능력 평가 도구 개발에 관한 연구 (Journal of Pan-Pacific Association of Applied Linguistics, 11(1), 35-47.)
- 내 아이 영어영재로 키우는 법 (경향미디어)
- 슈퍼맘 오승연의 엄마표 영어패턴 100 (그리고책)
- 품격을 높이는 우리말 (21세기 북스)